# 諸天相応
「諸天相応」（しょてんそうおう、巴: Devatā-saṃyutta, デーヴァター・サンユッタ）とは、パーリ仏典経蔵相応部に収録されている第1相応。

## 構成
8品81経から成る。
各々短い対話によって構成される経（sutta）を、基本10経集めて1品（vagga）としている。（最後の品だけ11経。）
1. Naḷa-vagga
2. Nandana-vagga
3. Satti-vagga
4. Satullapakāyika-vagga
5. Āditta-vagga
6. Jarā-vagga
7. Addha-vagga
8. Chetvā-vagga

## 日本語訳
- 『南伝大蔵経・経蔵・相応部経典1』（第12巻） 大蔵出版
- 『パーリ仏典 相応部(サンユッタニカーヤ) 有偈篇I』 片山一良訳 大蔵出版
- 『原始仏典II 相応部経典1』 中村元監修 春秋社
- 『ブッダ神々との対話―サンユッタ・ニカーヤ1 』中村元訳 岩波文庫